# Джакомо Джойс
«Джакомо Джойс» (англ. Giacomo Joyce) — психолого-автобіографічне есе відомого ірландського письменника Джеймса Джойса, що написане 1914 року і складається з 16-ти сторінок у довільній формі; твір вважають одним із найкращих зразків малої модерністської прози. Опублікований посмертно у 1968 році.
Реальною основою сюжету була пережита письменником закоханість в Амалію Поппер, його ученицю. Фрагменти, з яких складається есе, фіксують окремі миті цих любовних взаємин.